# Akihiro Hyodo
Akihiro Hyodo (Chiba, 12 mei 1982) is een Japans voetballer.

## Clubcarrière
Hyodo speelde tussen 2005 en 2011 voor Shimizu S-Pulse en Kashiwa Reysol. Hij tekende in 2012 bij JEF United Ichihara Chiba.